# T@iwan heute
T@iwan heute ist eine deutschsprachige Infowebsite des Außenministeriums der Republik China (Taiwan), die seit Oktober 2014 als Nachfolgepublikation des Printmediums Taiwan heute unterhalten wird. Die Website verfolgt das Ziel, deutschsprachige Leser über aktuelle Meldungen so wie mit Fotos und Reportagen aus Taiwan mit den Schwerpunkten Politik, Wirtschaft, Gesellschaft und Kultur zu informieren.

## Geschichte
Seit 1988 gab das Regierungsinformationsamt eine deutschsprachige Zeitschrift mit Informationen über aktuelle Entwicklungen in der Republik China auf Taiwan heraus. Der Name lautete zunächst Freies China und wurde im Jahr 2000 zu Taiwan heute geändert. Nach der Auflösung des Regierungsinformationsamts übernahm das Außenministerium die Herausgabe der Publikation. Die Zeitschrift erschien zweimonatlich mit einer Auflage von ca. 4000 Exemplaren. Im Zuge von Umstrukturierungen und Modernisierungen wurde die Zeitschrift als Printmedium im September 2014 eingestellt und durch die Nachrichtenwebsite T@iwan heute ersetzt.

## Inhalt
T@iwan heute bietet aktuelle Meldungen, Fotos und Reportagen aus Taiwan zu den Schwerpunkten Politik, Wirtschaft, Gesellschaft und Kultur. Ihre Inhalte, die tendenziell die offizielle Sichtweise der taiwanischen Regierung widerspiegeln, decken sich weitgehend mit denen der anderen fremdsprachigen Publikationen Taiwans, wie etwa der englischsprachigen Taiwan Review oder der spanischsprachigen Publikation Taiwan hoy.